# Christian Albrecht Bluhme
Christian Albrecht Bluhme (Copenhague, 27 de dezembro de 1794 – Copenhague, 6 de novembro de 1866) foi um político da Dinamarca. Ocupou o cargo de primeiro-ministro da Dinamarca.